# Janovice nad Úhlavou
Janovice nad Úhlavou (niem. Janowitz an der Angel) − miasto w Czechach, w kraju pilzneńskim. 31 grudnia 2003 powierzchnia miasta wynosiła 2848 ha, a liczba jego mieszkańców 2049 osób.

## Demografia
| Rok             | 1970 | 1980 | 1991 | 2001 | 2003 |
| --------------- | ---- | ---- | ---- | ---- | ---- |
| Liczba ludności | 2326 | 2152 | 2067 | 2034 | 2049 |

Źródło: Czeski Urząd Statystyczny